# Jorge Arturo Reina
Jorge Arturo Reina Idiáquez (Tegucigalpa, 21 de marzo de 1935) es un abogado, político y diplomático hondureño.

## Biografía
Jorge Reina Idiáquez nació en Tegucigalpa, 21 de marzo de 1935. Hijo del matrimonio entre el Doctor Antonio Ramón Reina Castro y la profesora Marina Idiáquez Ordóñez. Casado con: Alicia García López. Su hijo Carlos Eduardo Reina García que al igual que su padre sigue los pasos de la política, se ha unido desde el año de 2012 en el Partido Libertad y Refundación rompiendo así una tradición centenaria de liberales.

## Educación y vida política
Recibió su educación superior en los siguientes centros en la Universidad Nacional Autónoma de Honduras, Universidad de El Salvador y la Universidad Nacional Autónoma de México. 
A la UNAH ingreso en 1954 a la Escuela de Derecho, su soltura y liderazgo juvenil (24 años de edad) le valieron para ser candidato y presidente de la Federación de Estudiantes Universitarios de Honduras (FEUH) por el Movimiento FDU, siendo su contrincante en las elecciones universitarias del 25 de julio de 1954, Ángel Augusto Morales Villeda, del frente FAR.
Reina Idiáquez fue uno de los jóvenes líderes liberales que marcharon en contra de la dictadura "Conservadora-nacionalista", había pasado la del Doctor y general Tiburcio Carías Andino, seguida de la del Doctor y general Juan Manuel Gálvez y ahora se encontraba viviendo el nuevo régimen del Contable Julio Lozano Díaz; para ello y en la oposición, Reina Idíaquez junto alrededor de entre 3,000 a 4,000 personas se manifestaron en las calles, lo que le valió ser detenido y liberado un 18 de julio de 1954. Lozano Díaz, fue depuesto mediante un Golpe de Estado militar, un triunvirato de oficiales quedó en su reemplazo y la zozobra política ésta a la orden del día, los liberales perseguidos y los conservadores -algunos- aún toman cartas en el poder, ordenando detenciones y otros siendo partícipes del gobierno provisional. Jorge Arturo sufrió la cárcel cuando sucedió el Golpe de Estado perpetrado por Oswaldo López Arellano en 1963 que puso fin al gobierno liberal de Ramón Villeda Morales; fue capturado un 5 de octubre y llevado junto a Rodil Rivera Rodil al calabozo de la Casa Presidencial de Honduras, el cual es un torreón que esta junto al río grande, seguidamente el 25 de octubre de ese año, fueron llevados por avión a San José, Costa Rica.  
Reina fue expatriado hacia Costa Rica por el golpe de Estado en Honduras, pero escogió el exilio en la república de El Salvador por motivo de las hostilidades que ocurrían en Honduras. Fue académico y decano de la Universidad de El Salvador y a su regreso a Honduras fue catedrático y Rector de la Universidad Nacional Autónoma de Honduras, en las elecciones para "Rector" Reina Idiáquez obtuvo con 90 votos a su favor y Oswaldo Ramos Soto obtuvo 75 votos. Reina rectoró la universidad entre el 29 de junio de 1973 a 1979.
En 1987 fue acusado de terrorismo por el gobierno de José Azcona del Hoyo misma que resultó falsa dado que Alex Fernando Castro quien lo inculpo se retracto diciendo que lo dijo bajo tortura de la policía. Por esta acusación nunca estuvo preso 
En 1990, Jorge Arturo Reina fue elegido para presidir el Congreso Nacional de Honduras, Reina realizó cuatro legislaciones consecutivas, como miembro del Parlamento, dejando el cargo en 2006.
Fue presidente del Partido Liberal de Honduras del cual forma parte como su difunto hermano el abogado Carlos Reina Idiáquez en 1994. Seguidamente fundó un movimiento dentro de las filas del Partido Liberal de Honduras para las elecciones primarias de 1996, de las cuales salió ganador el Ingeniero Carlos Roberto Flores. 
En el 2008 se convirtió en el representante Permanente de Honduras ante las Naciones Unidas en Nueva York, Estados Unidos. En julio de 2009, después de recibir la notificación por parte del gobierno provisional del presidente de Honduras, Roberto Micheletti. Reina fue despedido. Por lo anterior Jorge Arturo Reina ratificó su declaración a los medios de comunicación de que no reconocía la legitimidad del gobierno de su correligionario Micheletti, que se instaló, por golpe de Estado, en 2009 y la que se llamó "Crisis Constitucional de Honduras".